# A Culpa
A Culpa (1980) é um filme português de longa-metragem de António Vitorino de Almeida, sua primeira obra de ficção no cinema.
Estreia em Lisboa no City Cine, a 7 de Maio de 1981

## Ficha sumária
- Argumento: António Vitorino de Almeida
- Realizador: António Vitorino de Almeida
- Produção: António Vitorino de Almeida (Portugal) e Film Produktion (Áustria)
- Música: António Vitorino de Almeida
- Actores principais: Sinde Filipe, Mário Viegas, Estrela Novais, Marília Gama
- Laboratório de imagem: Wien Film
- Distribuição: Cinequipa
- Estreia: City Cine, 7 de Maio de 1981

## Sinopse
1973. Nas vésperas da Revolução dos Cravos, Mário, ex-combatente da guerra colonial na Guiné Portuguesa, decide regressar à sua vila natal. Atormenta-o um indefinido sentimento de culpa. Sente-se responsável pela morte de dois homens, um soldado e um nativo africano, na sequência de um alarme que deu de noite em determinado momento do combate. Encontra-se em Lisboa com a companheira do soldado morto, Margarida. Trata-se de uma mulher que oscila entre a loucura e uma teatralidade calculada. Procura ele, para arranjar emprego, contactar um certo deputado em cuja quinta, no norte do pais, a sua família trabalha.

## Enquadramento histórico
No 9º Festival Internacional de Cinema da Figueira da Foz, em 1980, são exibidas cinco longas-metragens de novos realizadores portugueses que se identificam pela intenção de invocar realidades do passado e do presente de um país em mudança.  Cerromaior (filme), de Luís Filipe Rocha, Manhã Submersa (filme), de Lauro António e o documentário Bom Povo Português, de Rui Simões (cineasta), lembram o passado. A Culpa, de António Vitorino de Almeida e Verde por Fora, Vermelho por Dentro, de Ricardo Costa, são metáforas dessa mudança: o primeiro alude ao incontornável sentimento de culpa de quem, sem mudar, agiu colaborando na repressão e o segundo alude à quimérica insensatez de quem pretende melhorar as coisas resistindo à mudança.
Para o início de uma década em que o cinema português procura intervir, ser cinema social sem deixar de ser «cinema de autor», a convergência é significativa. Dos do «velho Novo Cinema», nesse mesmo festival, Oxalá, de António Pedro Vasconcelos e Kilas, o Mau da Fita, de José Fonseca e Costa, revelam preocupações idênticas. Em Oxalá e A Culpa está em causa a consciência, num regresso problemático ao palco da mudança. Em Verde por Fora (em que isso também existe) e em Kilas existe mais que isso: existe uma inquietação imprecisa mas preocupante perante a intriga histórica, perante aquilo que insidiosamente se trama. Em ambos os filmes há obscuras manipulações políticas, tráfico de influências, há dinamite destinado a fazer estoirar a esperança de quem se obstina no sonho. Vive-se então um tempo propício a memórias intensas, que em breve se desvanecerão.
Nesse mesmo festival outros filmes foram vistos, certos, como alguns destes,  algo perturbadores, algo inconclusivos, que por outras  razões ficarão também esquecidos: obras recentes de Frederick Wiseman, de Ken Loach, de Francesco Rosi, de Jean-Luc Godard, de Orson Welles, de Robert Kramer, de Marguerite Duras, de Margarethe von Trotta, de Valeria Sarmiento, de Rainer Werner Fassbinder, de Nikita Mikhalkov, entre outros notáveis.

## Ficha artística
- Sinde Filipe – Mário
- Mário Viegas – Adriano
- Marília Gama – Margarida
- Estrela Novais – Marta
- Paula Guedes – a criada Suzana
- Miguel Franco – deputado Caeiro
- Rui Mendes – Jerónimo
- Adelaide João – D. Celeste Caeiro
- Elisa Gisete – madame Lacerda
- Hugo Casais – Frölich
- Maria Ramos – D. Ermelinda
- Luís Pignatelli – o agente da PIDE Velez
- Maria do Rosário Pombo – freira
- Teresa Magalhães – freira
- Fernando Gomes (actor)
- Inês de Medeiros – miúda
- Henrique Espírito Santo
- Beto (cantor)
- Álvaro Santos
- José Nascimento
- José de Carvalho
- Fernanda Coimbra
- Clarisse Coelho
- José Carlos González
- Maria José Esteves
- José Severino
- Vítor Silva
- Teresa Machado
- Luís Monte Empina
- Diogo Pais
- João Teixeira
- José Manuel Filipe
- Virgílio Domingues
- António Sá Couto
- Agostinho Alves
- Manuel Ferraz
- Américo Campos
- Mário Monteiro de Castro
- Rui Serôdio
- Bernardo Moreira
- José Maria Pimentel
- Amália Bustorff
- Cecília Dias

## Ficha técnica
- Argumento: António Vitorino de Almeida
- Realizador: António Vitorino de Almeida
- Produção: António Vitorino de Almeida (Portugal) e Film Produktion (Áustria)
- Director de produção: João Franco
- Assistentes de produção: José Maria Pimentel, António Bastos e Maria de Medeiros
- Exteriores: Lisboa, Porto. Rio de Mouro (Quinta de Santo. António)
- Rodagem: Setembro / Novembro de 1979
- Fotografia: Hanus Polak
- Assistentes de imagem: Christien Kersthen e Octávio Espírito Santo
- Iluminação: Jorge Caldas e Jorge Mergulhão
- Cenários e adereços: Françoise Ariel
- Guarda-roupa: Françoise Ariel
- Caracerização: Luís de Matos
- Anotação: Françoise Ariel
- Director de som: Hans Haunhold
- Sonoplastia e misturas: Guisser
- Efeitos especiais: Luís de Matos e António Maria Rocha
- Música: António Vitorino de Almeida
- Montagem: Daniela Klein
- Laboratório de imagem: Wien Film
- Distribuição: Cinequipa
- Antestreia: City Cine, 13 de Fevereiro de 1981
- Estreia: City Cine, 7 de Maio de 1981

## Festivais
- 9º Festival Internacional de Cinema da Figueira da Foz, (1980)
- Festival de Huelva, 1980 (Prémio Colón de Oro)
- 1979 - El Rocio (documentário de longa-metragem de Fernando Ruiz Vergara – Prémio do Festival de Sevilha)
- 1981 – 31º Festival Internacional de Cinema de Berlim  (Filmmesse, - de 14 a 19 de Fevereiro : destaque para o cinema português)

## Artigos relacionados
- Cinema de Portugal
- Cinema de arte

Ver enquadramento histórico em
- Cerromaior
- Manhã Submersa
- Verde por Fora, Vermelho por Dentro
- Bom Povo Português